# پایکولی
پایکولی نام منطقه‌ای است در جنوب کردستان عراق، بین شهر سلیمانیه عراق و قصر شیرین ایران که در آن سنگ‌نبشته‌های مهمی به زبان پارسی میانه و پارتی کشف شده‌اند.